# 2-苯基吡啶
2-苯基吡啶是一种有机化合物，化学式为C6H5C5H4N，它是无色的粘稠液体。它可用于合成一些金属配合物，在光学领域（如有机发光二极管，OLED）上有潜在应用。
它可由苯基锂和吡啶反应制得：
C6H5Li + C5H5N → C6H5-C5H4N + LiH
它和三氯化铱发生金属环化反应，得到氯桥配合物：
4 C6H5-C5H4N + 2 IrCl3(H2O)3 → Ir2Cl2(C6H4-C5H4N)4 + 4 HCl
或进一步转化为三(2-苯基吡啶)铱。

## 延伸阅读
- Zhou, Guijiang; Wong, Wai-Yeung; Yang, Xiaolong. . Chemistry: An Asian Journal. 2011, 6 (7): 1706–1727. doi:10.1002/asia.201000928.